# Joshua Sternin
Joshua Sternin est un producteur et scénariste américain. Il est principalement connu pour son travail sur les séries  Murphy Brown et That '70s Show. La plupart du temps il travaille avec Jennifer Ventimilia.

## Filmographie

### Scénariste

#### PourLes Simpson
| Année | Titre             | Titre original     | Saison | Épisode | Réalisateur       |
| ----- | ----------------- | ------------------ | ------ | ------- | ----------------- |
| 1995  | Salut l'artiste   | 'Round Springfield | 6      | 22      | Steven Dean Moore |
| 1998  | Un Homer à la mer | Simpson Tide       | 9      | 19      | Milton Gray       |

#### Autres
- 1994 : Duckman
- 1995 : Profession : critique (5 épisodes)
- 1995-1997 : Murphy Brown (10 épisodes)
- 1997 : Jenny
- 1998 : Troisième planète après le Soleil (1 épisode)
- 1998-2001 : That '70s Show (8 épisodes)
- 1999 : Days Like These
- 2002 : The Grubbs
- 2004 : Famille à louer
- 2005 : Kitchen Confidential (2 épisodes)
- 2006 : The Adventures of Big Handsome Gut and His Little Friend
- 2007 : Nice Girls Don't Get the Corner Office
- 2008 : Overkill
- 2010 : Fée malgré lui
- 2010 : Yogi l'ours
- 2011 : Rio

### Producteur
- 1996-1997 : Murphy Brown (23 épisodes)
- 1997 : Jenny
- 1998-2001 : That '70s Show (64 épisodes)
- 2002 : The Grubbs
- 2005-2006 : Kitchen Confidential (7 épisodes)
- 2006 : The Adventures of Big Handsome Gut and His Little Friend
- 2007 : Nice Girls Don't Get the Corner Office
- 2012 : Robot and Monster

### Réalisateur
- 2008 : Overkill